# جون اولسن
جون اولسن (بالإنجليزية: John Wayne Olsen)‏ هو دبلوماسي ومسير أعمال وسياسي أسترالي، ولد في 7 يونيو 1945 في أستراليا. حزبياً، نشط في حزب أستراليا الليبرالي (فرع جنوب أستراليا) ‏ والحزب الليبرالي الأسترالي.

## مناصب
- انتخب Justice of the Peace for South Australia ‏ (30 نوفمبر 1972 – ).
- انتخب Leader of the South Australian Division of the Liberal Party of Australia ‏ (1982 – 1990).
- انتخب Leader of the South Australian Division of the Liberal Party of Australia ‏ (1996 – 2001).
- انتخب مندوب المؤتمر الدستوري الأسترالي 1998 عن دائرة جنوب أستراليا وقد انضم خلال فترته النيابية (2 فبراير 1998 – 13 فبراير 1998)  للكتلة البرلمانية Government of South Australia [الإنجليزية]‏.
- انتخب Minister for State Development ‏ (8 أغسطس 1998 – 22 أكتوبر 2001).
- انتخب وزير السياحة (8 أكتوبر 2001 – 22 أكتوبر 2001).
- انتخب زعيم المعارضة [الإنجليزية]‏ (15 نوفمبر 1982 – 12 يناير 1990).
- انتخب وزير الثروة السمكية (5 مارس 1982 – 10 نوفمبر 1982).
- انتخب رئيس سكرتارية جنوب أستراليا [الإنجليزية]‏ (5 مارس 1982 – 10 نوفمبر 1982).
- في 1992 Kavel state by-election [الإنجليزية]‏، انتخب عضو مجلس النواب جنوب أستراليا من الجمعية عن دائرة Electoral district of Kavel [الإنجليزية]‏ وقد انضم خلال فترته النيابية ‏ (9 مايو 1992 – 8 فبراير 2002)  للكتلة البرلمانية حزب أستراليا الليبرالي (فرع جنوب أستراليا) [الإنجليزية]‏.
- انتخب عضو مجلس النواب جنوب أستراليا من الجمعية عن دائرة Electoral district of Custance [الإنجليزية]‏ وقد انضم خلال فترته النيابية (7 ديسمبر 1985 – 6 مايو 1990)  للكتلة البرلمانية حزب أستراليا الليبرالي (فرع جنوب أستراليا) [الإنجليزية]‏.
- انتخب رئيس وزراء جنوب أستراليا ‏ (28 نوفمبر 1996 – 22 أكتوبر 2001).
- انتخب عضو مجلس النواب جنوب أستراليا من الجمعية عن دائرة Rocky River ‏ وقد انضم خلال فترته النيابية (15 سبتمبر 1979 – 6 ديسمبر 1985)  للكتلة البرلمانية حزب أستراليا الليبرالي (فرع جنوب أستراليا) [الإنجليزية]‏.
- انتخب عضو مجلس الشيوخ الأسترالي [الإنجليزية]‏ عن دائرة جنوب أستراليا ‏ وقد انضم خلال فترته النيابية (7 مايو 1990 – 4 مايو 1992)  للكتلة البرلمانية الحزب الليبرالي الأسترالي.